# Borgo (Róma)
A Borgo (I Borghi) Róma történelmi 14. kerülete, az Angyalvár és a Vatikán között húzódik. Hivatalos neve R. XIV Borgo.
A  német ajkú zarándokok Rómának ezt a részét Burgnak (vár) nevezték. Ennek olaszos formája a borgo.

## Története
Az ókori Ager Vaticanust IV. Leó pápa fallal vetette körül az Angyalvár és a Szent Péter-bazilika közti Leóvárost, hogy védje lakóit a zarándokoktól. A fal a Gianicolo lábánál húzódik. V. Szixtusz a kerülethez csatolta a Tiberisen túli részt, amely előtte a Ponte kerület része volt.
Sokáig megőrizte sajátos jellegét, mint Róma egyik szegénynegyede. Szegény emberek laktak itt egyszerű bérházak sivár lakásaiban, szálláshelyein—zarándokházaiban többnyire azok a kispénzűek húzódtak meg, akik gyalogosan keresték fel a várost, hogy a hét főtemplomban imádkozva nyerjenek bocsánatot bűneikre.
A Via della Conciliazione felépítése 1936–1950 között a középkori építmények jó részét megsemmisítette.

## Címere
Egy hegy fölötti csillag és előtte a fekvő oroszlán IV. Leó pápa (a Leó olaszul Leone = oroszlán) és V. Szixtusz pápa jelképe. Ők minősítették a Borgót Róma 14. kerületévé.